# Kim Min-gyu
Dans ce nom coréen, le nom de famille, Kim, précède le nom personnel.
Kim Min-gyu (coréen : 김민규, né le 6 avril 1997) mieux connu sous le nom de Mingyu (coréen : 민규), est un rappeur, chanteur, danseur et mannequin sud-coréen. Il est surtout connu pour faire partie du boys band sud-coréen Seventeen.